# Dujun
Dujun (督軍,  Dūjūn,  Tu-chün) ist der chinesische Titel für den Militärgouverneur einer Provinz. Dabei bedeutet 督: „Generalgouverneur“ (ein militärischer Titel sowie chinesischer Familienname) und 軍: „Heer, Armee“.